# Calodia punctivena
Calodia punctivena  (лат.) — вид прыгающих насекомых рода Calodia из семейства цикадок (Cicadellidae). Ориентальная область: Малайзия (Саравак) и Сингапур. Длина самцов 9,9 мм, самок — 12,4 мм. Общая окраска рыжевато-бурая.
Скутеллюм крупный, его длина равна или больше длины пронотума. Голова крупная, субконическая, отчётливо уже пронотума; лоб широкий. Глаза относительно крупные, полушаровидные, занимают более двух третей дорсальной поверхности головы; оцеллии мелкие. Клипеус длинный, узкий. Эдеагус узкий, с 2 или более субапикальными шипиками.
Сходны по габитусу с Calodia obscura, отличаясь деталями строения гениталий.